# فردریک جاکل
فردریک جاکل (آلمانی: Frederik Jäkel؛ زادهٔ ۷ مارس ۲۰۰۱) بازیکن فوتبال اهل آلمان است که هم‌اکنون به صورت قرضی در لیگ برتر بلژیک و باشگاه اوستنده بازی می‌کند. جاکل بازیکن باشگاه لایپزیگ است.
وی همچنین سابقه بازی در تیم‌های ملی فوتبال زیر ۱۸ سال آلمان، زیر ۱۹ سال آلمان و زیر ۲۰ سال آلمان را در کارنامه دارد و هم‌اکنون عضو تیم ملی زیر ۲۱ سال آلمان است.